# Белопольская волость (Сумский уезд)
Белопольская волость — административно-территориальная единица Сумского уезда Харьковской губернии в составе Российской империи. Административный центр — город Белополье.
В состав волости входило 1627 дворов в 13-и поселениях 3-х сельских общин:
- слобода Белополье;
- хутор Пономаренков;
- хутор Филоненков;
- хутор Даценков.

Всего в волости проживало 4298 человек мужского пола и 4330 — женского. Крупнейшие поселения волости по состоянию на 1914 год:
- село Воробьёвка — 1182 жители.

Старшиной волости являлся Артем Григорьевич Садовой, волостным писарем был Яков Гурович Котенко, председателем волостного суда — Андрей Спиридонович Чухлеб.